# Gregarinasina
Gregariner, Gregarinia, är en underklass inom protozostammen Apicomplexa, tidigare behandlade som en understam till spordjuren.
Den lilla kroppen är långsträckt, ofta masklik, vanligen genom en vägg delad i två partier: protmerit, och deutomerit. Deutomeriten bär cellkärnan. Ibland tillkommer en så kallad epimerit med hakar eller borst, som tjänstgör som häftorgan. Gregarinerna är endoparasiter, företrädesvis i tarmkanalen, men även i en del andra organ hos ryggradslösa djur. Som ungformer förekommer de ofta i värddjurens celler. Ibland hänger de samma i kedjor. Gregarinerna är än orörliga, än rör de sig som amöbor eller avskiljer bakåt en geléaktig substans, varigenom de sakta skjuter sig framåt.